# Fairview (Trinidad y Tobago)
Fairview es una localidad de Trinidad y Tobago, que forma parte de la región de Couva-Tabaquite-Talparo.

## Geografía
La localidad abarca parte de la isla Trinidad y forma un enclave dentro de la localidad de Freeport.

## Demografía
Datos demográficos de la localidad de Fairview:
| Gráfica de evolución demográfica de Fairview entre 2000 y 2011 |
|                                                                |